# آندره ری
آندره ری (فرانسوی: André Rey‎؛ زادهٔ ۲۲ ژانویهٔ ۱۹۴۸) بازیکن سابق فوتبال اهل فرانسه است.
از باشگاه‌هایی که در آن بازی کرده‌است می‌توان به باشگاه فوتبال متس، باشگاه فوتبال استراسبورگ، و باشگاه فوتبال نیس اشاره کرد.
وی همچنین در تیم ملی فوتبال فرانسه بازی کرده‌است.